# Kenneth St Joseph

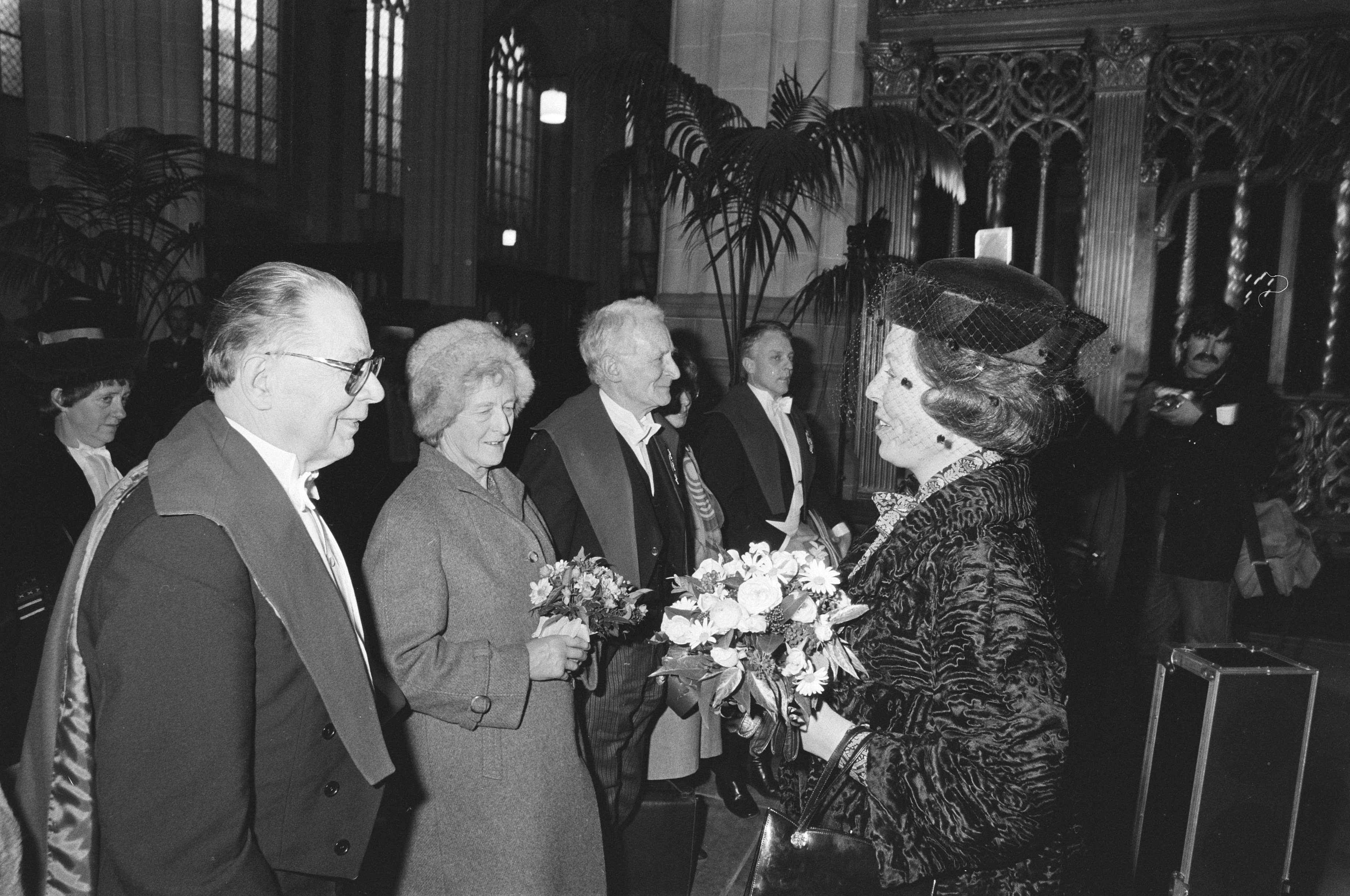
Kenneth St Joseph (uprostřed) získává čestný doktorát v Amsterdamu (1982)

John Kenneth Sinclair St Joseph (13. listopadu 1912 – 11. března 1994) byl anglický archeolog, geolog a veterán Royal Air Force (RAF), který byl průkopníkem použití letecké fotografie jako metody archeologického výzkumu v Británii a Irsku. Byl profesorem leteckých fotografických studií na Univerzitě v Cambridge v letech 1973 až 1980.

## Raný život
Kenneth St Joseph se narodil v Cookley, Worcestershire, dne 13. listopadu 1912 a navštěvoval školu v Bromsgrove. Studoval geologii na Cambridge University a promoval v roce 1934. Po dokončení postgraduálního studia byl v roce 1937 jmenován lektorem geologie v Cambridge. Během druhé světové války sloužil jako zpravodajský analytik u RAF  a prohlížel si fotografie bombardovacích operací, aby posoudil jejich účinnost.

## Letecká fotografie

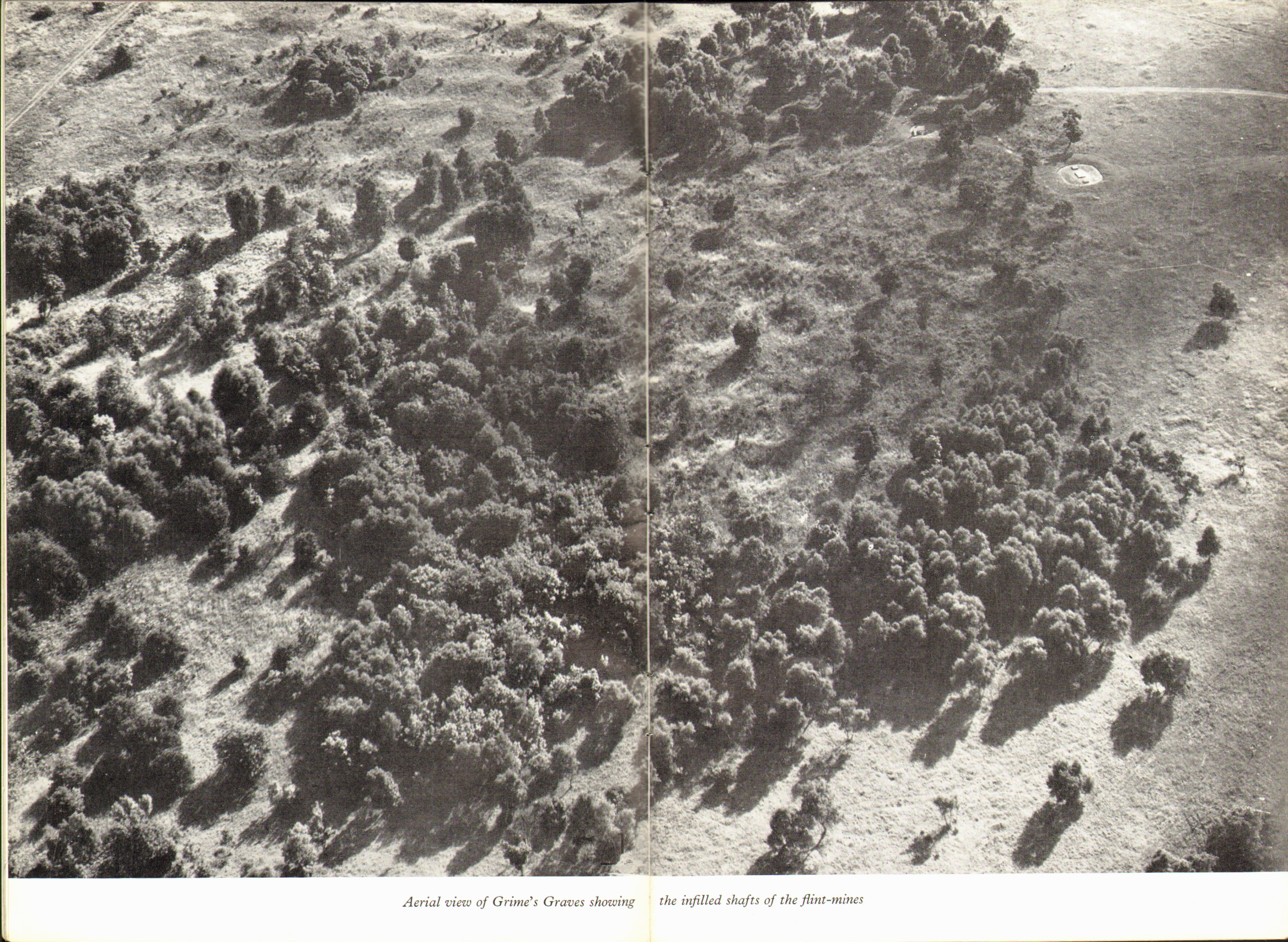
Letecký snímek Grime's Graves, neolitického místa těžby pazourku v Norfolku

Jako školní chlapec se St Joseph zajímal o římskou Británii a ve 30. letech 20. století dokázal využít rodinné vazby k účasti na vykopávkách v Hadrianově valu, kde se setkal s O G S Crawfordem. Po tomto setkání projevil zájem o letecké snímkování. Následná válečná zkušenost Josepha přesvědčila, že letecká fotografie má potenciálně zásadní roli při objevování a analýze archeologických nalezišť. V roce 1948 byl jmenován kurátorem (a následně ředitelem) letecké fotografie na Cambridgeské univerzitě. Zpočátku se mu podařilo přesvědčit RAF, aby pro něj fotografovala bez poplatku. Když RAF spolupráci v tomto programu ukončil, univerzitní úřady najaly letadlo. V roce 1965 zakoupili Cessnu Skymaster 337  a zaměstnali pilota, což umožnilo systematický a rozsáhlý program letecké archeologie. Tento letoun zůstal v provozu čtyřicet let.
Díky těmto průzkumům bylo objeveno mnoho nových a důležitých míst, včetně Mucking, který byl vyfotografován 16. června 1959.  Tento objev vyústil ve velké vykopávky trvající 13 let. Jeho zájem o římskou Británii pokračoval a při leteckém průzkumu bylo objeveno více než 200 dříve neznámých římských pevností. 
Některé z výsledků těchto fotografických průzkumů byly publikovány v sérii knih, z nichž první – Monastic sites from the air – obsahovala text anotující fotografie od Davida Knowlese, profesora středověké historie, který byl vlivným zastáncem St Josepha. Sbírka je nyní (2020) umístěna v Cambridge University Unit for Landscape Modeling, což je nový název pro jednotku letecké fotografie.

## Akademická kariéra
St Joseph byl v roce 1939 jmenován lektorem přírodních věd na Selwyn College v Cambridge a tuto funkci zastával až do roku 1962. Od roku 1945 byl vychovatelem a od roku 1946 knihovníkem. V letech 1974 až 1980 byl vicemistrem. V roce 1948 byl univerzitou jmenován kurátorem letecké fotografie a v letech 1962 až 1980 ředitelem.
Od roku 1973 do roku 1980 byl St Joseph profesorem leteckých fotografických studií ("osobní židle") na University of Cambridge. V roce 1982 mu byl udělen čestný doktorát na Amsterdamské univerzitě. Od roku 1944 byl 50 let členem Rady pro britskou archeologii. 

## Osobní život
V roce 1945 se oženil s Daphne Marchovou a měli dva syny a dvě dcery. V roce 1979 byl jmenován CBE.  Zemřel v Histonu, poblíž Cambridge, dne 11. března 1994.

## Vyznamenání
St Joseph byl zvolen členem Geologické společnosti (FGS) v roce 1937.  V roce 1940 byl zvolen Fellow of the Society of Antiquaries of Scotland (FSA Scot) a v roce 1944 členem Society of Antiquaries of London (FSA)  V roce 1978 byl zvolen členem Britské akademie (FBA), národní akademie Spojeného království pro humanitní a společenské vědy.
V roce 1964 byl St Joseph jmenován důstojníkem Řádu britského impéria (OBE) za zásluhy o archeologii. V roce 1979 byl v rámci vyznamenání Queen's Birthday Honors povýšen na velitele Řádu britského impéria (CBE) jako uznání za jeho práci profesora leteckých fotografických studií na University of Cambridge.

## Knihy
Jeho výzkum byl publikován v knihách a článcích pod jménem J. K. S. St Joseph.
- Knowles, David & St. Joseph, J. K. S. (1952). Monastic sites from the air. Cambridge University Press.
- Beresford M & St Joseph J. K. (1958). Medieval England an Aerial Survey
- Norman, E. R., & St Joseph, J. K. S. (1969). The early development of Irish society. Cambridge University Press.
- St Joseph, J. K. S. (1977). Uses of air photography. Prometheus Books.
- S. S. Frere & J.K.St.Joseph (1983) Roman Britain from the Air Cambridge University Press.